# Eparchia św. Grzegorza z Nareku w Buenos Aires
Eparchia Św. Grzegorza z Nareku w Buenos Aires (łac. Eparchia Sancti Gregorii Narekiani Bonaërensis Armenorum) – eparchia Kościoła katolickiego obrządku ormiańskiego w Argentynie.

## Historia
18 lutego 1989 roku papież Jan Paweł II bullą Cum Christifideles ritus Armeni in Republica Argentina erygował dla katolików obrządku ormiańskiego w Argentynie eparchię św. Grzegorza z Nareku. Dotychczas wierni z tym terenów należeli do egzarchatu apostolskiego Ameryki Łacińskiej i Meksyku.

## Ordynariusze
- Vartán Waldir Boghossian SDB (1981–2018, od 2025 administrator apostolski)
- Pablo Hakimian (2018–2024)